# Сонжьё
Сонжьё (фр. Songieu) — коммуна во Франции, находится в регионе Рона — Альпы. Департамент — Эн. Входит в состав кантона Шампань-ан-Вальроме. Округ коммуны — Белле.
Код INSEE коммуны — 01409.

## География

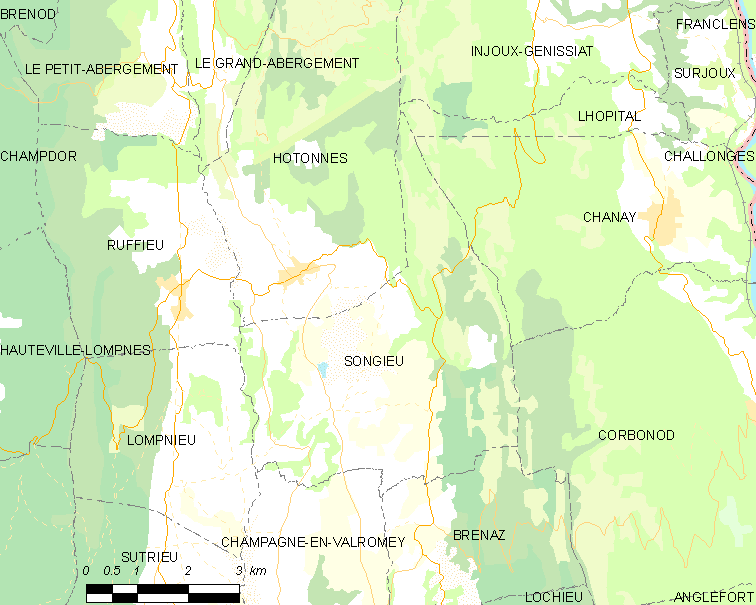
Карта коммуны

Коммуна расположена приблизительно в 410 км к юго-востоку от Парижа, в 75 км восточнее Лиона, в 45 км к юго-востоку от Бурк-ан-Бреса.

## Климат
Климат полуконтинентальный с холодной зимой и тёплым летом. Дожди бывают нечасто, в основном летом.

## Население
Население коммуны на 2010 год составляло 130 человек.
| 1962 | 1968 | 1975 | 1982 | 1990 | 1999 | 2010 |
| ---- | ---- | ---- | ---- | ---- | ---- | ---- |
| 174  | 165  | 142  | 126  | 101  | 123  | 130  |

## Администрация
| Период | Период | Фамилия       | Партия | Примечания |
| ------ | ------ | ------------- | ------ | ---------- |
| 1995   | 2001   | Анри Мартино  |        |            |
| 2001   | 2020   | Бернар Ансьян |        |            |

## Экономика
В 2010 году среди 66 человек трудоспособного возраста (15—64 лет) 54 были экономически активными, 12 — неактивными (показатель активности — 81,8 %, в 1999 году было 63,0 %). Из 54 активных жителей работали 48 человек (27 мужчин и 21 женщина), безработных было 6 (3 мужчин и 3 женщины). Среди 12 неактивных 4 человека были учениками или студентами, 6 — пенсионерами, 2 были неактивными по другим причинам.